# Селицкий, Николай Александрович
Никола́й Алекса́ндрович Сели́цкий (5 апреля 1907 — 29 октября 1936) — советский танкист, лейтенант. Участник Гражданской войны в Испании. Первый уроженец Беларуси, удостоеный звания Герой Советского Союза (посмертно, 1936).

## Биография
Родился 5 апреля 1907 года в губернском городе Минске в семье рабочего. Член ВКП(б) с 1931 года. Образование среднее. До 1931 года работал помощником машиниста в депо на станции Синельниково в Днепропетровской области.
В 1931 году был призван в Красную Армию. Окончил Орловскую бронетанковую школу. Проходил службу в 4-й механизированной бригаде Белорусского военного округа.
Участник Гражданской войны в Испании. Прибыл туда в октябре 1936 года в составе роты Поля Армана.
29 октября принимал участие в танковом бою у населённых пунктов Сесения и Эскивиас (30 км южнее Мадрида). В исключительно тяжёлых условиях боевой обстановки дважды атаковал артиллерийские позиции противника, уничтожив батарею горных орудий. Прорвавшись в тыл, атаковал подходившие резервы противника, уничтожил несколько транспортных машин с боеприпасами и солдатами. Когда танк загорелся, выпрыгнул из него и отстреливался из пистолета. Погиб в этом бою. В этом же сражении сослуживцем Н. А. Селицкого С. К. Осадчим был совершён первый в мире танковый таран.
Постановлением Центрального Исполнительного Комитета СССР от 31 декабря 1936 года за образцовое выполнение специальных заданий Правительства по укреплению оборонной мощи Советского Союза и проявленный в этом деле героизм лейтенанту Селицкому Николаю Александровичу присвоено звание Героя Советского Союза посмертно.
Награждён орденом Ленина.
Имя Н. А. Селицкого носит одна из улиц Минска.